# Material Girls
Material Girls (prt/bra: Material Girls) é um filme estadunidense de 2006, do gênero comédia romântica, dirigido por Martha Coolidge, com roteiro de John Quaintance, Jessica O'Toole e Amy Rardin.
Estrelado por Hilary e Haylie Duff, Anjelica Huston, Lukas Haas, Maria Conchita Alonso e Brent Spiner, o filme é coproduzido pela Patriot Pictures e pela Maverick Films.

## Elenco
| Ator/Atriz            | Personagem                  |
| --------------------- | --------------------------- |
| Hilary Duff           | Tanzania "Tanzie" Marchetta |
| Haylie Duff           | Ava Marchetta               |
| Anjelica Huston       | Fabiella                    |
| Brent Spiner          | Tommy                       |
| Brandon Beemer        | Nick                        |
| Lukas Haas            | Henry                       |
| Faith Prince          | Pam                         |
| Marcus Coloma         | Rick                        |
| Obba Babatundé        | Craig                       |
| Maria Conchita Alonso | Inez                        |

## Produção
O filme começou a ser produzido em 18 de abril de 2005, em Los Angeles, Califórnia. Para a trilha sonora do filme, Hilary Duff gravou duas novas músicas: "Happy" (que foi uma versão inicial de "Play with Fire", lançado em agosto de 2006) e uma versão cover da canção "Material Girl", de Madonna com Haylie Duff, que foi a inspiração para a história do filme e é apresentado no início do filme.

## Recepção
O filme recebeu críticas extremamente negativas, com o Rotten Tomatoes classificando Material Girls, em 46º nos 100 piores filmes da década de 2000, com uma classificação de 4%, e 17% por Metacritic. As atuações de Hilary e Haylie Duff foram criticadas pelos críticos e renderam as duas indicações ao Razzie Award de Pior Atriz e Pior Dupla ou Elenco.

## Lançamento
Em 31 de março de 2006, o site de entretenimento AndPop.com informou que Lukas Haas havia dito que não esperava que o filme fosse lançado. Estas declarações foram confirmadas em 5 de abril, em um artigo no Ryersonian. Haas expressou sua infelicidade com o filme e disse que estava tentando vender o filme por um longo tempo com pouco sucesso. Em 6 de abril, o site Box Office Mojo informou que a MGM havia retirado os direitos de Material Girls e que seria lançada em 25 de agosto (isso foi mudado para 18 de agosto). Em 2 de maio, o site oficial da Martha Coolidge informou que seria lançado em cerca de 2.000 telas.
Material Girls foi lançado em 1.500 cinemas nos EUA e estreou em 9º lugar na bilheteria do fim de semana, arrecadando apenas US$ 4,62 milhões em seus três primeiros dias de lançamento. O DVD de Material Girls foi lançado em 12 de dezembro de 2006 nos EUA pela 20th Century Fox sob o selo MGM Home Entertainment. É um DVD de dois lados com características especiais, incluindo o videoclipe do single "Play with Fire" de Hilary Duff. No Reino Unido, o filme foi lançado em 2 de março de 2007 para coincidir com o lançamento do single de Duff "With Love", seu álbum Dignity, e o lançamento do Reino Unido de seu perfume With Love... Hilary Duff. Foi distribuído pela Twentieth Century Fox. O filme arrecadou um total de US$ 16.847.695 em todo o mundo.